# Випробування (техніка)
Випро́бування у техніці та фізиці — експериментальне визначення кількісних і (або) якісних характеристик властивостей об'єкта випробувань за результатом впливу на нього під час моделювання чи функціювання

## Основні поняття та термінологія
Умови випробувань — сукупність чинників, що діють на об'єкт, і режимів функціювання об'єкта під час випробувань.
Нормальні умови випробувань — умови випробувань, встановлені нормативними документами для даного виду продукції.
Об'єкт випробувань — продукція, яка підлягає випробуванням.
Дослідний зразок — зразок продукції, виготовлений за наново розробленою документацією для перевірки шляхом випробувань відповідності її заданим технічним вимогам з метою прийняття рішення про можливість впровадження у виробництво і використання за призначенням.
Метод випробувань — правила застосування певних принципів і засобів випробувань.
Методика випробувань — організаційно-методичний документ, обов'язковий для виконання, в якому міститься опис методу, умов та засобів випробувань, правил добору і чи виготовлення зразків, алгоритми виконання операцій для визначення однієї чи декількох взаємопов'язаних характеристик властивостей об'єкта, форми подання даних та оцінювання точності, достовірності результатів, вимоги техніки безпеки та охорони навколишнього середовища.
Типова методика випробувань — методика випробувань, яка встановлює загальні вимоги до проведення випробувань групи однорідної продукції.
План випробувань — сукупність даних про вид випробування, обсяг партії продукції, що випробовується, вибірок чи проб, контрольні параметри та правила прийняття рішень.
Вид випробувань — класифікаційна група випробувань за певними ознаками. Класифікація видів випробувань наведена на рисунку 1.1.
Категорія випробувань — вид випробувань, що характеризується організаційною ознакою їх проведення та прийняття рішень за результатами оцінки об’єкта в цілому.
Програма випробувань — організаційно-методичний документ, обов’язковий для виконання, якій встановлює об’єкт та мету випробувань, види, послідовність та обсяг здійснюваних експериментів, порядок, умови, місце і терміни виконання випробувань, забезпечення та звітність за них, а також відповідальність за забезпечення і безпеку проведення випробувань.
Атестація методики випробувань — визначення забезпечуваних методикою значень точнісних показників і (чи) відтворюваності результатів випробувань та їх відповідності даним вимогам.
Випробувальне обладнання — технічний пристрій (або пристрої) для відтворення умов випробувань.
Атестація випробувального обладнання — визначення нормованих точнісних характеристик випробувального обладнання, їх відповідності вимогам нормативних документів та встановлення придатності цього обладнання для експлуатації.
Точність результатів випробувань — властивість випробувань, яка характеризується близькістю результатів випробувань до дійсних значень характеристик об’єкта за певних умов випробувань.
Відтворювання результатів випробувань — характеристика результатів випробувань, яка визначається близькістю результатів повторних випробувань об’єкта.
Протокол випробувань — документ, що містить необхідні відомості про об’єкт випробувань, застосовувані методи, засоби та умови випробувань, результати випробувань, а також висновок згідно з результатами випробувань, оформлений у відповідному порядку.

## Види випробувань
Вид випробувань — це класифікаційне угруповання випробувань за певними основними ознаками. В «ДСТУ 3021-95 Випробування і контроль якості продукції. Терміни та визначення.» охарактеризовано 62 види випробувань. Найпоширенішими із ознак є:
1) За методами, умовами і місцем проведення.
Поділяються на дві підгрупи:
- фізичні випробування, до яких відносяться:
  - стендові — випробування об'єкта, що проводяться на випробувальному обладнанні;
  - лабораторні — випробування об'єкта, що проводяться в лабораторних умовах;
  - полігонні — випробування об'єкта, що проводяться на випробувальному полігоні;
  - натурні — випробування об'єкта в умовах, які відповідають умовам його використання згідно з прямим призначенням з безпосереднім оцінюванням чи контролем визначуваних характеристик властивостей об'єкта;
  - швартові та ходові для морської техніки;
  - наземні та польотні для авіаційної техніки.
- випробування з використанням моделей проводять методами фізичного, математичного моделювання й статистичних випробувань.

2) За призначенням.
- контрольні — випробування, які проводяться для контролю якості об'єкта, що у свою чергу поділяються на:
  - кваліфікаційні — контрольні випробування установчої серії чи промислової партії, які проводяться для оцінки готовності підприємства до випуску продукції даного типу в заданому обсязі,
  - типові — контрольні випробування виготовлюваної продукції, які проводяться з метою оцінки ефективності та доцільності впроваджуваних змін у конструкцію, рецептуру чи технологічний процес,
  - сертифікаційні — контрольні випробування продукції, що проводяться з метою встановлення відповідності характеристик її властивостей індивідуальним і (чи) міжнародним нормативним документам,
  - періодичні — контрольні випробування виготовлюваної продукції, що проводяться в обсягах та в терміни, які установлені нормативними документами, з метою контролю стабільності якості продукції та можливості продовження її виготовлення;
- дослідні — випробування, які проводяться для вивчення певних характеристик властивостей об'єкта;
- порівнювальні — випробування аналогічних за характеристиками або однакових об'єктів, що проводяться в ідентичних умовах для порівняння характеристик їх властивостей;
- визначальні — випробування, які проводяться для визначення значень характеристик об'єкта з заданими значеннями показників точності та (чи) достовірності.

3) За стадіями життєвого циклу продукції:
- доводжувальні — дослідні випробування, що проводяться під час розроблення продукції з метою оцінки впливу внесених у неї змін для досягнення заданих значень показників її якості;
- попередні — контрольні випробування дослідних зразків і (чи) дослідних партій продукції з метою визначення можливості їх пред'явлення на приймальні випробування;
- приймальні — контрольні випробування дослідних зразків, дослідних партій продукції чи виробів одиничного виробництва, що проводяться для визначення доцільності впровадження цієї продукції у виробництво та (чи) використання за призначенням.

4) За тривалістю:
- прискорені — випробування, методи і умови проведення яких забезпечують отримання необхідної інформації про характеристики механічних властивостей об'єкта за істотно коротший час, ніж за нормальних випробувань;
- нормальні — випробування, методи та умови проведення яких забезпечують одержання необхідного обсягу інформації про характеристики властивостей об'єкта в такому ж інтервалі часу, як і в передбачених умовах експлуатації;
- скорочені — випробування, що проводяться за скороченою програмою.

5) За рівнем проведення:
- відомчі — випробування, що проводяться комісією з представників зацікавленого міністерства чи відомства. Різновидом відомчих випробувань є заводські випробування, що проводяться силами заводу;
- міжвідомчі — випробування, що проводяться комісією з представників декількох зацікавлених міністерств і (чи) відомств, або приймальні випробування встановлених видів продукції для приймання складових частин об'єкта, розробленого спільно кількома відомствами;
- державні — випробування встановлених найважливіших видів продукції, що проводяться головною організацією державних випробувань чи приймальні випробування, які проводяться державною комісією або випробувальною організацією, якій надано право їх проведення.

6) За видом зовнішніх впливів.
Випробування на дію зовнішнього чинника впливу — випробування в природному чи штучному навколишньому середовищі, впливу якого можуть зазнати зразки з метою оцінки їхніх робочих характеристик під час експлуатації, транспортування, зберігання, в умовах яких вони можуть опинитись на практиці. Цей вид випробувань бувають таких видів:
- механічні — випробування на дію механічних чинників: статичних (розтягування, стиснення, згинання, кручення, зріз, вдавлювання) та динамічних (удар, лінійні сталі прискорення, вібрації, акустичний шум, гідравлічні випробування);
- електричні — випробування на дію електричної напруги, струму чи поля;
- електромагнітні — випробування на дію електромагнітних полів;
- радіаційні — випробування на дію радіаційних чинників;
- магнітні — випробування на дію магнітного поля;
- хімічні — випробування на дію спеціальних (хімічних) середовищ;
- кліматичні — випробування на дію кліматичних чинників;
- біологічні — випробування на дію біологічних чинників.

7) За результатами впливу.
- руйнівні — випробування з застосуванням руйнівних методів контролю;
- неруйнівні — випробування з застосуванням неруйнівних методів контролю;
- випробування на стійкість — випробування, що проводяться для контролю здатності виробу виконувати свої функції та зберігати значення параметрів у межах установлених норм під час дії на нього певних чинників;
- випробування на міцність — випробування, що проводяться для визначення значень впливових чинників, які викликають вихід значень характеристик властивостей об'єкта за встановлені границі чи його руйнування.

8) За обумовленими характеристиками об'єкта:
- випробування на надійність — випробування, які виконують для визначення чи контролю показників надійності в заданих умовах;
- граничні випробування — випробування, що проводяться для визначення залежностей між гранично допустимими значеннями параметрів об'єкта і режимом експлуатації;
- технологічні випробування — випробування, що проводяться під час виготовлення продукції з метою оцінки її технологічності;
- функційні випробування — випробування, що проводяться з метою встановлення значень показників призначення об'єкта;
- атестаційні випробування — випробування, що проводяться для оцінки якості продукції під час її атестації за категоріями якості;
- випробування на витривалість — випробування пристрою за певних умов роботи, протягом певного часу, з певною метою;
- випробування на довговічність — випробування для перевірки на тривалість роботи за нормальних умов якого-небудь компонента чи пристрою.

## Призначення
Випробуванням підлягають дослідні зразки (партії) і продукція серійного, масового та одиничного виробництва. Дослідний зразок або дослідну партію піддають попереднім і приймальним випробуванням (перевірок) за спеціально розробленими програмами.
Попередні випробування проводять для визначення відповідності продукції технічним завданням, вимогам стандартів, технічної документації і для вирішення питання про можливість представлення її на приймальні випробування.
Приймальні випробування проводять з метою: визначення відповідності продукції технічним завданням, вимогам стандартів та технічній документації, оцінкою технічного рівня; визначення можливості постановки продукції на виробництво; вироблення рекомендацій по встановленню категорії якості
Для контролю якості та приймання виготовленої продукції встановлюють такі основні категорії випробувань, згідно з ГОСТ 15.309-98:
- приймально-здавальні;
- періодичні.